# Draft d'expansion NBA 2004
La draft d'expansion NBA de 2004 est une draft d'expansion organisée par la National Basketball Association (NBA) avant le début de la saison NBA 2004-2005. Elle s'est tenue le 22 juin 2004, pour permettre à la nouvelle franchise des Bobcats de Charlotte de sélectionner 19 joueurs non protégés par les autres franchises.
C'est la deuxième fois qu’une draft d’expansion est organisé pour une franchise NBA à Charlotte, connue sous le nom de Hornets depuis la saison 2014-2015. L’équipe originale a déménagé à La Nouvelle-Orléans avant la saison 2002-2003, conservant le nom Hornets jusqu’en 2013, année où elle a été rebaptisée Pelicans de La Nouvelle-Orléans. La franchise de Charlotte a été suspendue pendant deux saisons, avant qu’une équipe d’expansion connue sous le nom de Bobcats soit créée en 2004. Elle a été rebaptisée Hornets avant la saison 2014-2015, après que les Pelicans aient cédé les droits au nom Hornets.

## Sélections
| + | Signale un joueur qui a été sélectionné pour au moins un match annuel NBA All-Star Game |

| Joueur              | Poste             | Nationalité        | Équipe précédente              | Années d'expérience en NBA | Saisons avec la franchise | Réf.   |
| ------------------- | ----------------- | ------------------ | ------------------------------ | -------------------------- | ------------------------- | ------ |
| Lonny Baxter        | Ailier fort       | États-Unis         | Wizards de Washington          | 2                          | 2006                      | [ 2 ]  |
| J. R. Bremer        | Meneur            | Bosnie-Herzégovine | Warriors de Golden State       | 2                          | —                         | [ 3 ]  |
| Primož Brezec       | Pivot             | Slovénie           | Pacers de l'Indiana            | 3                          | 2004-2007                 | [ 4 ]  |
| Maurice Carter      | Meneur            | États-Unis         | Hornets de La Nouvelle-Orléans | 1                          | —                         | [ 5 ]  |
| Predrag Drobnjak    | Ailier fort Pivot | Monténégro         | Clippers de Los Angeles        | 3                          | —                         | [ 6 ]  |
| Desmond Ferguson    | Ailier            | États-Unis         | Trail Blazers de Portland      | 1                          | —                         | [ 7 ]  |
| Marcus Fizer        | Ailier fort       | États-Unis         | Bulls de Chicago               | 4                          | —                         | [ 8 ]  |
| Richie Frahm        | Meneur            | États-Unis         | SuperSonics de Seattle         | 1                          | —                         | [ 9 ]  |
| Brandon Hunter      | Ailier fort       | États-Unis         | Celtics de Boston              | 1                          | —                         | [ 10 ] |
| Jason Kapono        | Arrière Ailier    | États-Unis         | Cavaliers de Cleveland         | 1                          | 2004-2005                 | [ 11 ] |
| Zaza Pachulia       | Ailier fort Pivot | Géorgie            | Magic d'Orlando                | 1                          | —                         | [ 12 ] |
| Aleksandar Pavlović | Arrière Ailier    | Serbie             | Jazz de l'Utah                 | 1                          | —                         | [ 13 ] |
| Jamal Sampson       | Ailier fort Pivot | États-Unis         | Lakers de Los Angeles          | 2                          | 2004-2005                 | [ 14 ] |
| Tamar Slay          | Arrière Ailier    | États-Unis         | Nets du New Jersey             | 2                          | 2004-2005                 | [ 15 ] |
| Theron Smith        | Ailier            | États-Unis         | Grizzlies de Memphis           | 1                          | 2004-2005                 | [ 16 ] |
| Jeff Trepagnier     | Arrière           | États-Unis         | Nuggets de Denver              | 3                          | —                         | [ 17 ] |
| Gerald Wallace+     | Ailier            | États-Unis         | Kings de Sacramento            | 3                          | 2004-2011                 | [ 18 ] |
| Jahidi White        | Ailier fort Pivot | États-Unis         | Suns de Phoenix                | 6                          | 2004-2005                 | [ 19 ] |
| Loren Woods         | Pivot             | États-Unis         | Heat de Miami                  | 3                          | —                         | [ 20 ] |

## Note
- (en) Cet article est partiellement ou en totalité issu de l’article de Wikipédia en anglais intitulé « 2004 NBA Expansion Draft » (voir la liste des auteurs).